# Jörg Pose
Pose Jörg, né à Rostock (Allemagne) le 18 mai 1959, est un acteur allemand.

## Biographie
Jörg Pose joue notamment dans le film Einer trage des anderen Last... (de) de Lothar Warneke (1988) pour lequel, conjointement avec l'acteur Manfred Möck, il remporte l'Ours d'argent du meilleur acteur au 38e Festival international du film de Berlin.

## Filmographie partielle

### À la télévision
- 2013 : Un cas pour deux (épisode La conclusion - saison 32, épisode 5)